# Фідан Агаєва-Едлер
Фідан Агаєва-Едлер (нар. 14 березня 1987, Баку, СРСР) — азербайджанська піаністка.

## Освіта
У 7 років Фідан Агаєва-Едлер вперше виступила на концерті, в 11 років — уперше зіграла з Азербайджанським державним симфонічним оркестром. Від 2006 до 2009 року навчалася в Октая Абаскулієва в Бакинській музичній академії.
2011 року закінчила магістратуру в Ейнара Роттінгена в Музичній академії імені Гріга в Бергені (Норвегія). Від 2013 до 2016 року навчалася в аспірантурі в Йохена Келера в Галльському університеті, який закінчила з відзнакою.

## Проєкти
Вона виступала в проєктах сучасної музики в Норвегії: «Brevet til Louise» Кеннета Сівертсена (з оркестром музичної академії), а також у складі квартету Харальда Северуда (зокрема з Рікардо Одріозолою). На фестивалі Borealis 2010 вона виконувала «Шість фортепіано» Стіва Райча з Post & Mulder. 2011 року виступила із сольним концертом на фестивалі «Збираємо друзів» у Рахманіновській залі Московської державної консерваторії, виконавши зокрема «Макрокосмос II» Джорджа Крамба.
Від 2011 до 2012 року була концертмейстером у Державній хоровій капелі в Баку. 2013 року виконала з Державним камерним оркестром Азербайджану концерт А. Шнітке для фортепіано зі струнним оркестром. 2014 року зіграла одну з партій у творі Симеона тен Хольта «Canto ostinato» на фестивалі «Impuls». Концерт транслювався в прямому ефірі по радіо на каналі MDR Kultur.
Гостя міжнародних фестивалів. У її концертному репертуарі програма з різних епох, проте переважає музика XX і XXI століть. Переможниця конкурсу Permanent International Competition On Piano Creativity 2018 року. У березні 2019 року на лейблі «Kreuzberg Records» вийшов її перший сольний диск «Verbotene Klänge: Sechs Suiten», на якому містяться шість сюїт композиторів, які зазнали утисків під час нацистського режиму в Європі. Випуск диска підтримав фонд Урсули Мамлок. Диск прихильно прийняла критика.
Фідан Агаєва-Едлер активно підтримує музику жінок-композиторів. У квітні 2019 відбувся її сольний концерт з новими творами жінок-композиторів з Берліна в рамках серії «Unerhörte Musik» в Berliner Kabarett Anstalt. 2020 року випустила альбом, до якого увійшло кілька пісень, що стосуються конфлікту в Карабасі, і кілька загальновідомих пісень. Живе в Берліні.

## Диски
- Заборонені звуки: Шість сюїт (2019). Твори А. Шенберга, Е. Кренека, Б. А. Ціммерманна[de], У. Мамлок, В. Шльонскі, Е. Шульгоффа.
- Фортепіанні твори (2016). Колабораційний диск. Твори В. Штенделя і Е. Кшенека